# オストロフ/ヤーヒモフ・トロリーバス
オストロフ/ヤーヒモフ・トロリーバス（チェコ語: Zkušební trolejbusová trať Ostrov–Jáchymov）は、かつてチェコに存在したトロリーバス路線。電機メーカーのシュコダが所有していたトロリーバス車両の実験線であった。

## 概要・歴史
1960年から2004年まで、シュコダはオストロフの工場でトロリーバスの生産を実施していた。それらの車両の実験線として1963年から使用されたのが、オストロフとヤーヒモフの間に敷設された、全長6.1 kmのトロリーバス路線であった。路線の途中には最大12‰の勾配区間が存在しており、新造車両の性能試験に適した線形が特徴だった。ただし実験線という事もあり旅客営業は最後まで行われなかった。
1980年代には大規模な近代化工事が行われたが、2004年にオストロフ工場でのトロリーバス自体の生産が終了したため、同年7月28日に実施されたチェスケー・ブジェヨヴィツェ（チェスケー・ブジェヨヴィツェ・トロリーバス）向け車両の試運転を最後に使用が停止され、数年にわたる放置を経て2006年以降架線を始めとする施設の解体が行われた。
2021年現在、架線の敷設や保守に使用された事業用トラックがブルノ技術博物館に保存されている。